# 203 a.C.

## Eventos
- Cneu Servílio Cepião e Caio Servílio Gêmino, cônsules romanos[1].
- Públio Sulpício Galba Máximo é nomeado ditador romano[1] e escolhe Marco Servílio Púlex Gêmino como seu mestre da cavalaria.
- Décimo-sexto ano da Segunda Guerra Púnica:
  - Depois de uma escaramuça perto de Crotona, Aníbal cruza de volta para a África e abandona a península Itálica.
  - Batalha de Bagbrades - Cipião Africano derrota o exército cartaginês de Asdrúbal Giscão e Sífax na Hispânia.

## Mortes
- Fábio Máximo, político e soldado romano.
- Magão Barca, general cartaginês (n. 243 a.C.)
- Ptolemeu IV, rei do Egito (n. 244 a.C.)